# Danijar Eleusinov
Danijar Maratuly Eleusinov (in kazako Данияр Маратұлы Елеусінов, in en. Daniyar Yelessinov; Kaztalovka, 13 marzo 1991) è un pugile kazako.

## Palmarès
- Olimpiadi

Rio de Janeiro 2016: oro nei pesi welter.
- Mondiali dilettanti

Almaty 2013: oro nei pesi welter.
Doha 2015: argento nei pesi welter.
- Giochi asiatici

Canton 2010: oro nei pesi welter-leggeri.
Incheon 2014: oro nei pesi welter.
- Campionati asiatici

Amman 2013: oro nei pesi welter.
Bangkok 2015: oro nei pesi welter.
- Mondiali giovanili

Guadalajara 2008: argento nei leggeri.